# Maria Lisa Cinciari Rodano
Maria Lisa Cinciari, coniugata Rodano, detta Marisa (Roma, 21 gennaio 1921 – Roma, 2 dicembre 2023), è stata una partigiana e politica italiana, esponente del Partito Comunista Italiano, deputata, senatrice e parlamentare europea. 
È stata l'ultima parlamentare vivente della I legislatura della Repubblica Italiana ed a lei si deve la scelta della mimosa come simbolo della festa della donna, l'8 marzo di ogni anno.

## Biografia
È nata a Roma il 21 gennaio 1921, lo stesso giorno della fondazione del Partito Comunista Italiano. Suo padre è Francesco Cinciari, che dal maggio 1923 al dicembre 1925 fu podestà fascista di Civitavecchia. Sua madre è di famiglia ebraica. Nel 1938, con le leggi razziali fasciste, il padre abbandona moglie e figlia. Maria Lisa Cinciari studia al Liceo classico Ennio Quirino Visconti e alla facoltà di lettere dell'Università degli Studi di Roma "La Sapienza".
Durante la guerra, ha partecipato alla cospirazione antifascista nei licei e nell'Università di Roma. Arrestata nel maggio 1943 per attività contro il fascismo e detenuta nel carcere di Regina Coeli, ha partecipato alla Resistenza romana (settembre 1943 - giugno 1944) nelle file del Movimento dei Cattolici Comunisti e nell'attività dei Gruppi di difesa della donna (GDD). Nel settembre 1944, dopo la liberazione della Capitale, è stata tra le fondatrici dell'Unione donne in Italia (UDI) di cui è stata dirigente con vari incarichi (tra i quali Presidente del Comitato Provinciale di Roma); componente del Comitato nazionale dell'UDI dalla fondazione fino al 1970. È stata Presidente nazionale dell'UDI dal 1956 al 1960, rimanendo come semplice iscritta anche in seguito. 
Dopo lo scioglimento nel 1945 di Sinistra Cristiana (filiazione del Movimento dei cattolici comunisti), si è iscritta al Partito Comunista Italiano nel 1946 ed è stata eletta nel Comitato centrale del PCI nel 1956 e vi è rimasta fino al 1989. È stata consigliera comunale di Roma dal 1946 al 1956. 

### Al Parlamento italiano
Eletta deputata nel 1948, viene più volte riconfermata e resta a Montecitorio fino al 1968. È stata la prima donna nella storia italiana a venir eletta alla carica di vice presidente della Camera dei deputati, carica che ha ricoperto dal 1963 al 1968. Eletta al Senato nel 1968, vi resta fino al 1972, poi è consigliere provinciale di Roma dal 1972 al 1979.

### All'Europarlamento

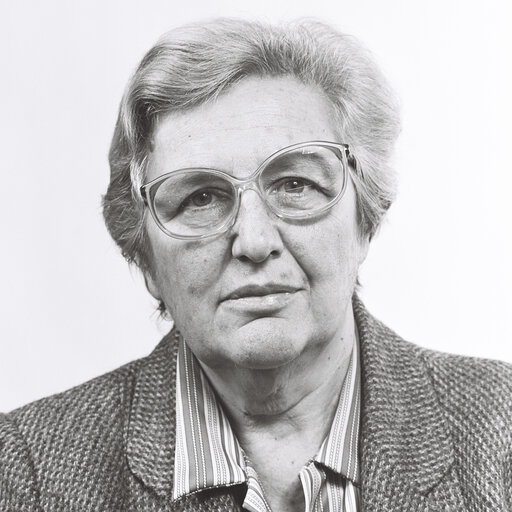
Ritratto di Marisa Cinciari Rodano al Parlamento Europeo

Nel 1979 è eletta europarlamentare, e confermata nel 1984, fino al 1989. È stata componente della Commissione ad hoc sulla condizione della donna del Parlamento Europeo (1979-1981), presidente e relatrice generale della Commissione d'inchiesta del Parlamento Europeo sulla "Situazione della donna in Europa" (1981-1984) e vicepresidente della Commissione dei diritti delle donne del Parlamento Europeo (1984-1989).
Oltre alla relazione sulla situazione della donna in Europa, ha presentato al Parlamento Europeo relazioni sulle famiglie monoparentali, sulla parità previdenziale, sulla parità nell'acquisizione della cittadinanza ecc. È stata relatrice sulla politica comunitaria verso le donne in numerosi convegni internazionali (Atene, Bad Godesberg, Madrid, Pisa, Opatja, ecc). Componente dell'Assemblea paritetica CEE-ACP (assemblea composta da parlamentari europei e rappresentanti dei paesi dell'Africa, Caraibi e Pacifico, associati alla CEE con la Convenzione di Lomé), ha fatto parte dei gruppi di lavoro che hanno predisposto le relazioni, poi adottate dall'Assemblea paritetica, su "Donne e cooperazione allo sviluppo" e su "Donne e demografia".
È stata rappresentante del Parlamento Europeo alla Conferenza del decennio della donna dell'ONU a Nairobi (1985). Ha fatto parte della delegazione italiana alla Conferenza mondiale della donna dell'ONU a Pechino (1995) e alla Commissione per lo Status della donna dell'ONU a New York nel 1996, 1997, 1998, 1999, 2000. Ha partecipato nel giugno 1999 per il governo italiano al Seminario sui problemi di genere dell'OSCE a Vienna. Ha fatto parte della Commissione nazionale di parità presso la Presidenza del Consiglio, dove ha seguito, tra l'altro, le tematiche connesse con la dimensione di genere nella cooperazione allo sviluppo.
È stata tra le promotrici del "Caucus" delle donne italiane. Ha fatto parte fino al 1994 del Comitato Centrale del PDS. Eletta il 4 luglio 1991 Presidente dell'Assemblea delle donne del PDS, ha anche fatto parte della Commissione delle donne del Partito del Socialismo Europeo. Nel Congresso del PDS del 1994 è stata eletta nel Consiglio dei Garanti e rieletta nel gennaio 2000. Dopo il Congresso dei Democratici di Sinistra di Pesaro non ha ricoperto più alcun incarico di partito. Dopo il Congresso di Firenze dei DS, che ha deciso la confluenza nel Partito Democratico, non è iscritta ad alcun partito. È stata segretaria dell'Associazione di solidarietà con il popolo del Sahara occidentale dal 1989 al 2010. Il 22 aprile 2012 al teatro "La Nuova Fenice" di Osimo è stata insignita del Premio Renato Benedetto Fabrizi.

## Vita privata
Si sposò nel 1944 con Franco Rodano, influente pensatore cattolico e ascoltato consigliere del Partito Comunista Italiano, in particolare di Enrico Berlinguer. Ebbero cinque figli, tra cui Giulia Rodano, assessore alla Regione Lazio dal 2006 al 2010, e Giorgio Rodano, docente di economia alla Sapienza Università di Roma.

## Riconoscimenti
- L'8 marzo 2013 ha ricevuto: